# ألان كينيدي
ألان كينيدي (بالإنجليزية: Alan Kennedy) مواليد 31 أغسطس 1954 في تاين ووير، إنجلترا، هو لاعب كرة قدم إنجليزي دولي سابق كان يلعب كمدافع. لعب خلال مسيرته 506 مباريات سجل خلالها 26 هدفاً.

## المسيرة الاحترافية

### أندية لعب لها
- نيوكاسل يونايتد
- نادي ليفربول
- نادي سندرلاند
- ويغان أتلتيك
- نادي بولدكلوبين 1903
- بيرتشوت

## روابط خارجية
- ألان كينيدي على موقع الاتحاد الأوربي (الإنجليزية)
- ألان كينيدي على موقع قاعدة بيانات كرة القدم.إي يو (الإنجليزية)
- ألان كينيدي على موقع ناشيونال فوتبول تيمز (الإنجليزية)
- ألان كينيدي على موقع عالم كرة القدم.نت (الإنجليزية)